# ليديا ماريا تشايلد
ليديا ماريا تشايلد (بالإنجليزية: Lydia Maria Child)‏ (11 فبراير 1802 - 20 أكتوبر 1880)، روائية وناشطة حقوقية وصحفية أمريكية مشهورة بدفاعها عن حقوق المرأة والعبيد والهنود في الولايات المتحدة. أعمالها الأدبية جذبت جمهوراً كبيراً حولها، إلا أن البعض عارضها بسبب نشاطها الحقوقي. اشتهرت بقصيدتها «فوق النهر ومن خلال الخشب».

## مسيرتها المهنية

### كتاباتها الأولى
كتبت تشايلد عدة روايات وقصائد بعد نجاح روايتها هوبوموك، وألفت أيضًا دليلًا إرشاديًا للأمهات تحت عنوان كتاب الأمهات، إلا أنها لم تشتهر إلا بعد نشرها لعملها الأكثر نجاحًا ربة المنزل المقتصدة الذي كرسته لأولئك الذين لا يخجلون من الاقتصاد. احتوى الكتاب على وصفات في الغالب، لكنه اشتمل أيضًا على نصائح لربات المنزل الشابات مثل «إن كنت بصدد تأثيث منزلك، فلا تنفقي كل أموالك.... ابدأي بتواضع». نُشر الكتاب للمرة الأولى في عام 1829، لكنه وُسّع لاحقًا وأُصدر منه 33 طبعةً على مدى 25 عامًا. كتبت تشايلد أن كتابها هذا «مخصص للفقراء ... أولئك الذين يسعهم أن يكونوا ذواقةً سيجدون أفضل المعلومات في الوصفات الخمسة والسبعين» الذي كتبته إليزا ليزلي. 
غيّرت تشايلد عنوان كتابها ليصبح ربة منزل متقصدة أمريكية في عام 1832، وذلك بهدف وضع حد للالتباس مع كتاب ربة المنزل المقتصدة للكاتبة البريطانية سوزانا كارتر، والذي نُشر لأول مرة في عام 1765 قبل أن يُطبع في أمريكا في عام 1772. كتبت تشايلد أن كتاب كارتر هذا لم يكن متناسبًا مع «رغبات هذا البلد». طُبع كتاب تشايلد بين عامي 1832 و1834 في لندن وغلاسكو، الأمر الذي سبب حدوث المزيد من الالتباس.

### الحركة الإبطالية وحركة حقوق المرأة
بدأت ليديا تشايلد وزوجها بتحديد موقفهما من قضية مكافحة العبودية في عام 1831، وذلك من خلال كتابات وليم لويد غاريسون وتأثيره الشخصي عليهما. كانت تشايلد ناشطةً في مجال حقوق المرأة، لكنها اعتقدت بأنه لا يمكن للنساء أن يحققن تقدمًا كبيرًا إلا بعد إبطال العبودية. رأت تشايلد تشابهًا بين النساء البيض والعبيد، إذ احتجز الرجال البيض كلتا المجموعتين، وعاملوا النساء البيض والعبيد وكأنهم ممتلكاتهم لا أفرادًا من البشر. أعلنت تشايلد أنها لا تولي الرابطات النسائية بالكامل أي اهتمام، وذلك في الوقت الذي سعت خلاله من أجل تحقيق المساواة للمرأة. أعربت تشايلد عن اعتقادها بأن المرأة ستتمكن من تحقيق المزيد من خلال عملها جنبًا إلى جنب مع الرجال. شنّت تشايلد بالتعاون مع العديد من النساء الإبطاليات حملةً من أجل المطالبة بحق النساء في المساواة في العضوية والمشاركة في الجمعية الأمريكية لمكافحة العبودية، الأمر الذي أثار جدلًا وأسفر عن انقسام في الحركة.

## وصلات خارجية
- ليديا ماريا تشايلد على موقع الموسوعة البريطانية (الإنجليزية)
- ليديا ماريا تشايلد على موقع ميوزك برينز (الإنجليزية)
- ليديا ماريا تشايلد على موقع ديسكوغز (الإنجليزية)
- مؤلفات ليديا ماريا تشايلد في مشروع غوتنبرغ.